# وایتنهاگن
وایتنهاگن (به آلمانی: Weitenhagen) یک شهر در آلمان است که در فرپومرن-گرایفسوالد واقع شده‌است. وایتنهاگن ۱٬۴۶۹ نفر جمعیت دارد.